# Anel de Giges
O Anel de Giges (em grego clássico: Γύγου Δακτύλιος, Gýgou Daktýlios; pron. em grego ático: /ˈɡyːˌɡoː dakˈtylios/) é um artefato mítico e mágico mencionado por Platão, no segundo livro de A República (2:359a–2:360d). O objeto concede ao seu detentor o poder de se tornar invisível. Por intermédio da metáfora do anel, Sócrates questiona se uma pessoa racional, inteligente e que não precisasse temer consequências negativas por cometer uma injustiça, ainda assim agiria com justiça. No diálogo, Glaucon (irmão de Platão) discorda de Sócrates e insiste que justiça e virtude não são de fato desejáveis em si mesmas: o importante é aparentar ser um homem virtuoso e justo.

## Mitologia

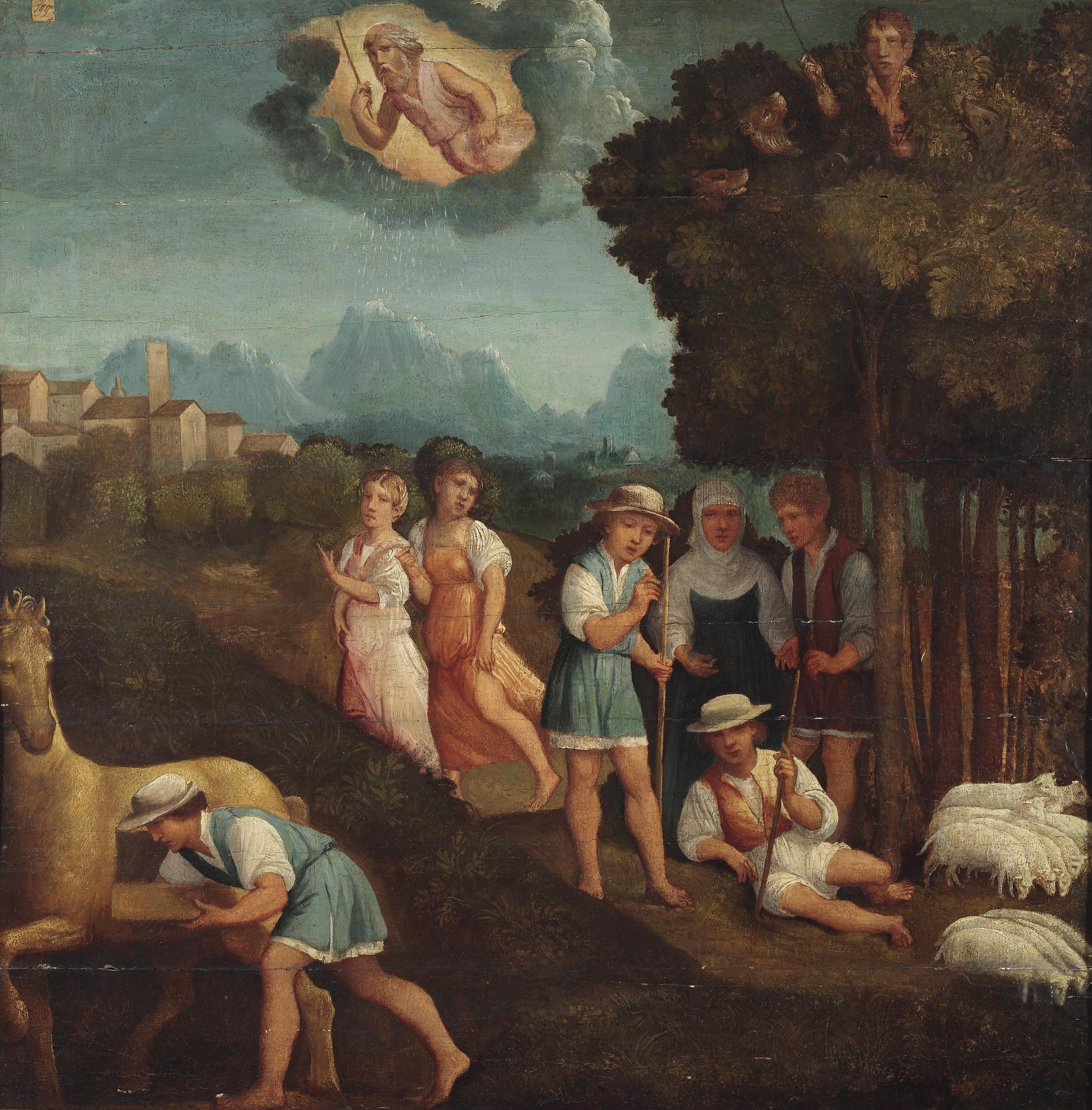
O Anel de Giges, Anônimo da escola de Ferrara, século XVI.

Giges da Lídia foi um rei histórico, fundador da dinastia mermnada de reis lídios. Variadas obras clássicas — a mais conhecida sendo Histórias de Heródoto — proveram diferentes relatos das circunstâncias que propiciaram a sua ascensão ao poder. Na narrativa do mito por Glaucon, é um ancestral anônimo de Giges que o protagoniza.

### A República
Glaucon postula a Sócrates:

Suponha agora que sejam dois tais anéis mágicos, e o justo põe um deles e o injusto o outro; nenhum homem pode ser imaginado como sendo de tal natureza ferrenha que permanecesse sustentado na justiça. Nenhum homem poderia manter suas mãos longe do que não fosse seu quando ele pudesse, com segurança, tomar o que quisesse do mercado, ou entrar em casas e deitar-se com qualquer um a seu bel-prazer, ou matar ou libertar da prisão os que ele quisesse, e em todos os aspectos ser como um deus entre os homens.

Então as ações do justo seriam como as ações do injusto; eles chegariam finalmente ao mesmo ponto. E isto nós podemos verdadeiramente afirmar ser uma grande prova de que um homem é justo, não por sua vontade ou porque ele acha que a justiça é algum bem para si individualmente, mas por necessidade, pois onde quer que qualquer um pense que se pode ser injusto com segurança, lá ele é injusto.

Para todos os homens que creem em seus corações que a injustiça é deveras mais proveitosa ao indivíduo que a justiça, aquele que argumenta como eu fui supondo, dirá que eles estão certos. Se tu puderes imaginar alguém obtendo este poder de se tornar invisível, e nunca fizer nada errado ou tocar o que era de outrem, esse seria considerado pelos observadores como o mais miserável idiota, ainda que eles o elogiassem um para o outro, e mantivessem as aparências uns com os outros pelo medo de que eles também possam sofrer injustiça.Original (em inglês): A República, 360— Platão (em inglês)

#### Influência cultural
Cícero recorda a história de Giges em De Officiis para ilustrar sua tese de que um sábio ou bom indivíduo baseia as suas decisões no medo da degradação moral ao invés do medo da punição ou consequências negativas. Cícero segue com uma discussão a respeito do papel dos experimentos mentais na filosofia. A situação hipotética em questão é a completa imunidade à punição para o conseguido por Giges através de seu anel.
O Um Anel — presente em O Hobbit e O Senhor dos Anéis, de John Tolkien — concede invisibilidade ao usuário ao mesmo tempo em que o corrompe. Embora haja especulação de que Tolkien foi influenciado pela história de Platão, uma pesquisa por "Giges" e "Platão" em suas cartas e biografia não provê evidência para tal. Ao contrário do anel de Platão, o de Tolkien exerce uma ativa força malévola que necessariamente destrói a moralidade do portador.
O Homem Invisível, de Herbert George Wells, tem como base uma releitura do conto do anel de Giges.